# Dasypeltis
A Dasypeltis magyarul tojásevő kígyók a hüllők (Reptilia) osztályába, a kígyók (Serpentes) alrendjébe és a siklófélék (Colubridae) családjába tartozó nem.

## Előfordulásuk
Afrika és az Arab-félsziget területén fordulnak elő fajai. Egy turista azt hinné az olipszis alakú szembogara miatt, hogy mérges kígyó, valójában ártalmatlan.

## Megjelenésük
Hossza 75 cm körüli. Pikkelyei ormósak, amelyet egyszínű sárgás vagy szép barna foltsorok tarkítanak.
A kígyók között csak a Dasypeltis fajoknak nincsen foguk.

## Életmódja
Tojásból áll a tápláléka. Igazából a még nem embrionálódott tojásokat fogyasztja. Nyelés közben előbb a tojáshéjat a nyelőcsövét áttörő csigolyanyúlványokkal, ún. garatfogaival bereszeli, majd összeroppantja. Ezt követően kiissza a nagy tápértékű proteint és a sárgáját, aztán a tojáshéjat visszaköpi. Egy evésre akár 4-5 galamb- és gyöngytyúktojást is képes elfogyasztani. Védekezési mechanizmusa a színlelés, a lehetséges támadóra lecsap, ez látható a Sivatagi show (Animals Are Beautiful People) című természetfilmből, hogy egy páviánt rémisztett halálra.

## Rendszerezés
A nembe az alábbi fajok tartoznak:
- Dasypeltis abyssina (A. M. C. Duméril, Bibron & A. H. A. Duméril, 1854)
- Dasypeltis arabica Broadley and Bates & Broadley, 2018
- Dasypeltis atra Sternfeld, 1912
- Dasypeltis bazi Saleh & Sarhan, 2016
- Dasypeltis confusa Trape & Mané, 2006
- Dasypeltis crucifera Bates & Broadley, 2018
- Dasypeltis fasciata A. Smith, 1849
- Dasypeltis gansi Trape & Mané, 2006
- Dasypeltis inornata A. Smith, 1849
- Dasypeltis latericia Trape & Mané, 2006
- Dasypeltis medici (Bianconi, 1859)
- Dasypeltis palmarum (Leach, 1818)
- Dasypeltis parascabra Trape, Mediannikov & Trape, 2012
- Dasypeltis sahelensis Trape & Mané, 2006
- afrikai tojásevőkígyó (Dasypeltis scabra) Linnaeus, 1758)
- Dasypeltis taylori Bates & Broadley, 2018